# Calico Rock
Calico Rock é uma cidade localizada no estado americano de Arkansas, no Condado de Izard.

## Demografia
Segundo o censo americano de 2000, a sua população era de 991 habitantes. 
Em 2006, foi estimada uma população de 1002, um aumento de 11 (1.1%).

## Geografia
De acordo com o United States Census Bureau, a localidade tem uma área de 9,4 km², dos quais 9,3 km² cobertos por terra e 0,1 km² cobertos por água.

## Localidades na vizinhança
O diagrama seguinte representa as localidades num raio de 24 km ao redor de Calico Rock. 